# Мирза Пира Арслан хан
Мирза Пира Арслан хан или Арсалан хан (1843, Урмия — 1904, Санкт-Петербург) — российский учёный-востоковед, профессор, и. о. лектора персидского языка Санкт-Петербургского университета.

## Биография
Мирза Пира Арслан хан родился в ассирийской семье в Урмии в 1843 году. Там он окончил американскую миссионерскую школу. Позже работал переводчиком в иностранных миссиях в Хамадане и Керманшахе (Персия). В 1888 году Мирза Пира Арслан хан, знавший десятки языков, был приглашен в Санкт-Петербургский университет преподавателем персидского языка. Занимал должность и. о. лектора персидского языка в университете. Умер в 1904 году.
Вскоре его семья тоже переехала в Петербург. Его сын, Шмуил Пира-Арслан (Шмуил Владимирович Арсалан) закончил с золотой медалью Императорскую Военно-медицинскую академию.